# Wella Museum
Das Wella Museum war ein Museum zum Thema Friseurhandwerk und -tradition in Hessen. 

## Aktive Zeit
Das Museum wurde von der Firma Wella in Darmstadt betrieben und zeigte eine Vielzahl historischer Gegenstände zum Friseurhandwerk aus verschiedenen Jahrhunderten. Viele Friseurlehrlinge schlossen ihren Lehrberuf mit einem Besuch im Wella Museum ab.
Die Themenbereiche im Museum waren: Haut und Körperpflege, Dekorative Kosmetik, Duft und Parfum, Friseurhandwerk, Bart und Rasur, Haare und Unternehmensgeschichte.
Das Museum befand sich in der Darmstädter Innenstadt auf dem Betriebsgelände der Firma zwischen Berliner Allee und Holzhofallee. Es wurde nach der Aufgabe des Wella-Standorts Darmstadt durch den Mutterkonzern Procter & Gamble geschlossen.

## Exponateverbleib
Die Exponate sollten zunächst teilweise an das Schlossmuseum Darmstadt abgegeben, teilweise aber auch am neuen Firmensitz in Schwalbach am Taunus und im Wella-Welt-Studio in Frankfurt am Main gezeigt werden. Am 4. November 2013 wurde jedoch bekanntgegeben, dass die Sammlung des Wella Museums als Schenkung in das Eigentum des Hessischen Landesmuseums übergeht und somit nahezu vollständig in Darmstadt verbleibt.
Im Hessischen Landesmuseum wurden ausgewählte Exponate in die bestehenden Dauerausstellungen integriert und sind seit der Wiedereröffnung dieses Museums 2014 zu besichtigen.